# Franz Rosenzweig

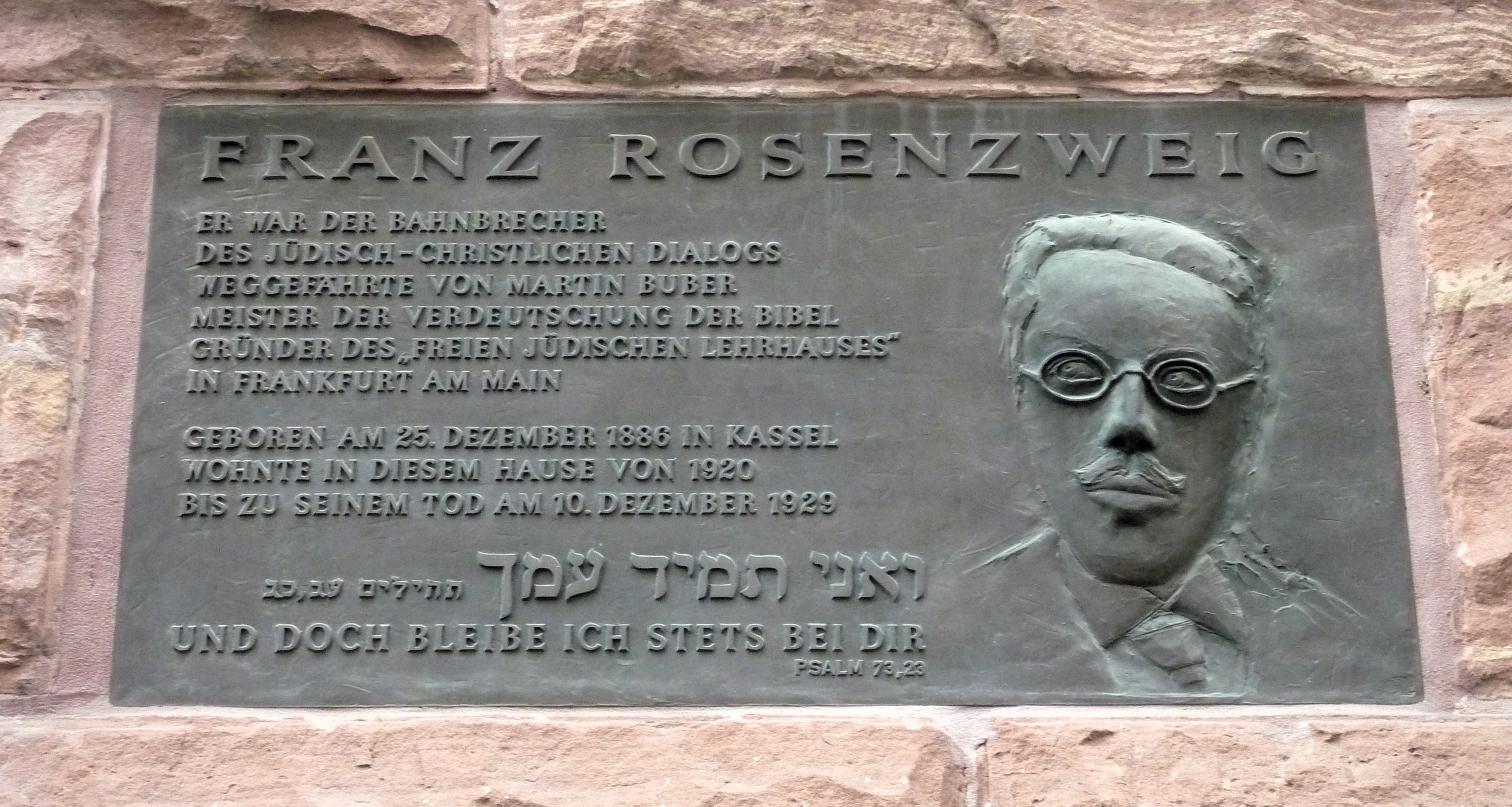
Franz Rosenzweig emléktábla (Frankfurt am Main)

Franz Rosenzweig (Kassel, 1886. december 25. – Frankfurt am Main, 1929. december 10.) a dialogikus gondolkodás egyik úttörője (Ferdinand Ebner és Martin Buber mellett), német zsidó vallásfilozófus és történész.

## Munkássága
Főműve a Der Stern der Erlösung (A megváltás csillaga, 1921), három részből álló könyv, melynek koncepciója még az első világháborúban, a fronton fogant meg Rosenzweigben. Az első rész mottója: in philosophos!, a másodiké in theologos!, a harmadiké in tyrannos!, azaz: a filozófusok, a teológusok és a zsarnokok ellen. Kritizálja a nyugati filozófiát, főleg Hegelt, és általában a Thálésztól Hegelig tartó filozófiai gondolkodásmódot. Újfajta, nyelv-központú dialogikus gondolkodást állít szembe vele, továbbgondolva ezzel a kierkegaardi egzisztencialista alapállást. Elgondolásának három – szerinte egymásra közvetlenül visszavezethetetlen – alappillére Isten, ember, és a világ, s e három kapcsolatát vizsgálja a teremtéssel, kinyilatkoztatással és megváltással.
Rosenzweig alapította a Független Zsidó Tanházat, az úgynevezett Freie Jüdische Lehrhaust. Itt azok, akiket zsidóságuk megérintett, újra felfedezhették és tanulmányozhatták zsidó örökségüket. Aktív párbeszédet folytatott vallásközi kérdésekről keresztény társaival, többek között Eugen Rosenstockkal, Rudolf Ehrenberggel. Előbbivel az első világháború idején a frontról folytatott levelezése egy egyszerre mélyen személyes és a vallási-történelmi-filozófiai kérdések széles körére kiterjedő elvi vita-párbeszéd máig izgalmas dokumentuma.
Élete utolsó éveiben amiotrófiás laterálszklerózistól szenvedett, beszélni sem tudott. Ágyhoz volt kötve, és egy speciális írógép segítségével diktálta – életerőtől áthatott és szellemileg végig friss – leveleit. Így kezdtek neki 1925-ben Martin Buberrel közösen a T’nakh, a Héber Biblia németre fordításának. Rosenzweig 1929-es halálát követően Buber egyedül folytatta a munkát, melyet 1961-ben fejezett be.

## Magyarul megjelent művei
- Szenvedés és forma (részlet A megváltás csillagából), fordította Mándy Stefánia, in: Hamvas Béla (szerk): Anthologia Humana, 4. átdolg. kiadás, Szombathely, Életünk Könyvek, 1990. 404 skk. (1. kiadás: 1948)
- Az antropomorfizmusról, fordította Surányi László, in: Hasbeszélő a gondolában, a Tartóshullám antológiája, Budapest, Bölcsész Index, 1987. 23-27.
- Levél Gertrud Oppenheimhez, fordította Horváth Ágnes, in: Fohászok, vallomások, Budapest, Vigilia, 1988
- A megváltás csillaga. Első rész – Bevezető, fordította Bíró Dániel, in: magyar műhely, Paris, 1989. 74. szám, 8-18.
- Leveleiből, fordította Horváth Ágnes, in: Magyar Műhely, Paris, 1989. 74. szám, 20-27.
- A megváltás csillaga – Első rész. Részlet, fordította Bíró Dániel, in Törökfürdő, 93/2. szám. Budapest, 1993. 35-43.
- A megváltás csillaga – Első rész. Részlet, fordította Bíró Dániel, in Törökfürdő, 93/3. szám. Budapest, 1993. 39-42.
- A megváltás csillaga – Harmadik rész. Részlet, fordította Surányi László, in: Szombat, XIII/7. szám, Budapest, 2001. 3-4.
- A megváltás csillaga – III. rész. Részlet, fordította Bíró Dániel, in: Szombat, XV/8. szám, Budapest, 2003. 27-29.

### Kötetek
- Nem hang és füst. Válogatott írások, fordította Tatár György; Holnap Kiadó, Bp., 1990
- Könyvecske az egészséges és a beteg emberi értelemről, fordította Tatár György; Atlantisz Könyvkiadó, Budapest, 1997 (Kísértések) ISBN 9637978909
- A megváltás csillaga; ford. Bíró Dániel, szerk. Tatár György; Pesti Kalligram, Bp., 2023